# Litarcturus americanus
Litarcturus americanus là một loài chân đều trong họ Antarcturidae. Loài này được Beddard miêu tả khoa học năm 1886.